# Copa Borrego
La Copa Borrego es una serie de juegos de fútbol nacionales amistosos celebrados en la ciudad de Guadalajara, México organizado por la empresa Gol Marketing, para conocer nuevos talentos, ya que en dicho torneo, los equipos participantes son se divisiones inferiores.

## Historia
El torneo se fundó en el mes de noviembre del 2008.

## Torneos
| Año  | Campeón                   | Subcampeón       |
| 2008 | Guadalajara               | Tecos California |
| 2009 | Selección Mexicana Sub-20 | Pachuca          |
| 2010 | Selección Mexicana Sub-20 | Tecos California |